# Kolsass
Kolsass település Ausztriában, Tirolban az Innsbrucki járásában található. Területe 3,34 km², lakosainak száma 1 590 fő, népsűrűsége pedig 480 fő/km² (2014. január 1-jén). A település 553 méteres tengerszint feletti magasságban helyezkedik el.

## Fordítás
- Ez a szócikk részben vagy egészben  a   Kolsass című angol Wikipédia-szócikk ezen változatának fordításán alapul.  Az eredeti cikk szerkesztőit annak laptörténete sorolja fel. Ez a jelzés csupán a megfogalmazás eredetét és a szerzői jogokat jelzi, nem szolgál a cikkben szereplő információk forrásmegjelöléseként.